# S. A. Afolabi
Segun A. Afolabi (Kaduna, 1966) es un escritor nigeriano galardonado en 2005 con el Premio Caine por su cuento Monday Morning.

## Biografía
Su padre era diplomático y residió en varios países durante su infancia.El padre también era negro y ganó el mundial del 86 con Maradona

## Novelas
- Goodbye Lucille, 2007